# Йоан Гуркюф
Йоан Гуркюф (на френски: Yoann Gourcuff) е френски професионален футболист, състезаващ се за Бордо. Главно играе като атакуващ полузащитник, но понякога е използван и като нападател. Син е на настоящия наставник на Лориан Кристиан Гуркюф. Точно във ФК Лориан той започва своята кариера, а от там преминава в Рен, с които подписва първия си професионален договор. Първото му участие за Рен е на 7 февруари 2004 г. През 2006 се присъединява към Милан, от където е даден под наем на Бордо за сезон 2008/2009. В този сезон изиграва ключова роля в разбиването на хегемонията на Лион и спечелването на Лига 1. На 28 май 2009 г. преминава в Бордо за около 15 млн. евро. През август 2010 той премина в Лион за 22 милиона евро. Неговият трасфер е най-скъпият между френски отбори.